# Neukaledonische Fußballnationalmannschaft der Frauen
Die neukaledonische Fußballnationalmannschaft der Frauen repräsentiert das französische Überseegebiet Neukaledonien im internationalen Frauenfußball.
Nach der ersten Ozeanienmeisterschaft im eigenen Land im Jahre 1983, die auch die ersten "Pflichtspiele" abdeckt, aber von der FIFA nicht gezählt werden, da Neukaledonien erst seit 2004 FIFA-Mitglied ist, wurden zunächst nur 2007 noch drei Spiele durchgeführt. Daher wurde dieses Team auch aus der Fifa-Weltrangliste der Frauen genommen. Erst im August 2011 wurden wieder Spiele durchgeführt, zunächst zur Vorbereitung auf die Pazifikspiele und dann bei ebendiesen. Dort erreichte die Mannschaft ungeschlagen das Finale, wo sie mit 1:2 gegen die Spielerinnen aus Papua-Neuguinea verloren, die sie in der Gruppenphase noch besiegt hatten. Auch 2015 wurde das Finale erreicht, in dem wieder gegen Papua-Neuguinea verloren wurde, diesmal mit 0:1. 2018 war der neukaledonische Verband Ausrichter der Fußball-Ozeanienmeisterschaft der Frauen 2018, für die erstmals alle 11 Mitgliedsverbände gemeldet hatten, von denen sich vier somit für das Turnier qualifizieren mussten. Die Mannschaft erreichte mit zwei Siegen und einer Niederlage das Halbfinale, verlor dort aber gegen Rekordsieger Neuseeland mit 0:8 – der höchsten Niederlage in ihrer Länderspielgeschichte – und dann auch das Spiel um Platz 3 gegen Papua-Neuguinea mit 1:7.

## Turnierbilanz

### Weltmeisterschaft
| - 1991: nicht qualifiziert - 1995: nicht qualifiziert - 1999: nicht qualifiziert - 2003: nicht qualifiziert - 2007: nicht qualifiziert | - 2011: nicht qualifiziert - 2015: nicht teilgenommen - 2019: nicht qualifiziert - 2023: nicht qualifiziert |

### Ozeanienmeisterschaft
| - 1983: Dritter - 1986: nicht teilgenommen - 1989: nicht teilgenommen - 1991: nicht teilgenommen - 1994: nicht teilgenommen - 1998: nicht teilgenommen - 2003: nicht teilgenommen | - 2007: nicht teilgenommen - 2010: nicht teilgenommen - 2014: nicht teilgenommen - 2018: Vierter - 2022: Viertelfinale |

## Olympische Spiele
Als französisches Überseegebiet ist Neukaledonien kein IOC-Mitglied und kann daher nicht an den Olympischen Spielen teilnehmen. Die Mannschaft nahm aber teilweise an den Pazifikspielen teil, die als Vorqualifikation für die Olympischen Spiele dienten, konnte sich dort aber auch noch nicht für die Hauptqualifikation qualifizieren.

## Länderspiele
| Datum      | Ergebnis | Gegner             |   | Austragungsort                 | Anlass                                                         | Bemerkungen                                                                                       |
| ---------- | -------- | ------------------ | - | ------------------------------ | -------------------------------------------------------------- | ------------------------------------------------------------------------------------------------- |
| 28.11.1983 | 2:0      | Fidschi            | H | Nouméa                         | Fußball-Ozeanienmeisterschaft der Frauen 1983                  | Erstes Länderspiel Erster Sieg Erstes Heimspiel Das Spiel wird von der FIFA nicht berücksichtigt. |
| 30.11.1983 | 0:5      | Australien         | H | Nouméa                         | Fußball-Ozeanienmeisterschaft der Frauen 1983                  | Erstes von der FIFA gezähltes Spiel                                                               |
| 02.12.1983 | 0:6      | Neuseeland         | H | Nouméa                         | Fußball-Ozeanienmeisterschaft der Frauen 1983                  | Das Spiel wird von der FIFA nicht berücksichtigt.                                                 |
| 30.08.2007 | 0:2      | Tonga              | * | Apia (SAM)                     | Südpazifikspiele 2007                                          | Erstes Spiel auf neutralem Platz                                                                  |
| 01.09.2007 | 0:2      | Samoa              | A | Apia (SAM)                     | Südpazifikspiele 2007                                          | Erstes Auswärtsspiel                                                                              |
| 03.09.2007 | 0:2      | Tahiti             | * | Apia (SAM)                     | Südpazifikspiele 2007                                          |                                                                                                   |
| 09.08.2011 | 3:0      | Vanuatu            | A | Port Vila (VAN)                |                                                                |                                                                                                   |
| 11.08.2011 | 5:1      | Vanuatu            | A | Port Vila (VAN)                |                                                                |                                                                                                   |
| 27.08.2011 | 3:0      | Salomonen          | H | Nouméa                         | Pazifikspiele 2011                                             |                                                                                                   |
| 29.08.2011 | 0:0      | Tahiti             | H | Nouméa                         | Pazifikspiele 2011                                             |                                                                                                   |
| 31.08.2011 | 7:0      | Amerikanisch-Samoa | H | Nouméa                         | Pazifikspiele 2011                                             | Einer der beiden höchsten Siege                                                                   |
| 02.09.2011 | 2:1      | Papua-Neuguinea    | H | Nouméa                         | Pazifikspiele 2011                                             |                                                                                                   |
| 07.09.2011 | 3:2      | Tonga              | H | Koné                           | Pazifikspiele 2011 Halbfinale                                  |                                                                                                   |
| 09.09.2011 | 1:2      | Papua-Neuguinea    | H | Nouméa                         | Pazifikspiele 2011 Finale                                      |                                                                                                   |
| 06.07.2015 | 8:1      | Salomonen          | * | Port Moresby (Papua-Neuguinea) | Pazifikspiele 2015                                             | Einer der beiden höchsten Siege                                                                   |
| 08.07.2015 | 2:2      | Samoa              | * | Port Moresby (Papua-Neuguinea) | Pazifikspiele 2015                                             |                                                                                                   |
| 11.07.2015 | 6:0      | Tonga              | * | Port Moresby (Papua-Neuguinea) | Pazifikspiele 2015                                             |                                                                                                   |
| 13.07.2015 | 5:1      | Cookinseln         | * | Port Moresby (Papua-Neuguinea) | Pazifikspiele 2015 Halbfinale                                  |                                                                                                   |
| 16.07.2015 | 0:1      | Papua-Neuguinea    | A | Port Moresby (Papua-Neuguinea) | Pazifikspiele 2015 Finale                                      |                                                                                                   |
| 18.11.2018 | 4:2      | Tahiti             | H | Koné                           | Fußball-Ozeanienmeisterschaft der Frauen 2018 Vorrunde         |                                                                                                   |
| 21.11.2018 | 2:6      | Papua-Neuguinea    | H | Koné                           | Fußball-Ozeanienmeisterschaft der Frauen 2018 Vorrunde         |                                                                                                   |
| 24.11.2018 | 2:0      | Samoa              | H | Koné                           | Fußball-Ozeanienmeisterschaft der Frauen 2018 Vorrunde         |                                                                                                   |
| 28.11.2018 | 0:8      | Neuseeland         | H | Maré                           | Fußball-Ozeanienmeisterschaft der Frauen 2018 Halbfinale       | Höchste Niederlage                                                                                |
| 01.12.2018 | 1:7      | Papua-Neuguinea    | H | Nouméa                         | Fußball-Ozeanienmeisterschaft der Frauen 2018 Spiel um Platz 3 |                                                                                                   |
| 10.07.2019 | 2:3      | Tonga              | * | Apia (WSM)                     | Pazifikspiele 2019                                             |                                                                                                   |
| 12.07.2019 | 9:0      | Amerikanisch-Samoa | * | Apia (WSM)                     | Pazifikspiele 2019                                             |                                                                                                   |
| 15.07.2019 | 0:4      | Fidschi            | * | Apia (WSM)                     | Pazifikspiele 2019                                             |                                                                                                   |
| 18.07.2019 | 2:3      | Samoa              | A | Apia (WSM)                     | Pazifikspiele 2019                                             |                                                                                                   |
| 17.07.2022 | 1:3      | Fidschi            | A | Suva (FIJ)                     | Fußball-Ozeanienmeisterschaft der Frauen 2022                  |                                                                                                   |
| 20.07.2022 | 2:2      | Salomonen          | * | Suva (FIJ)                     | Fußball-Ozeanienmeisterschaft der Frauen 2022                  |                                                                                                   |
| 23.07.2022 | 2:4      | Samoa              | * | Suva (FIJ)                     | Fußball-Ozeanienmeisterschaft der Frauen 2022 Viertelfinale    |                                                                                                   |
| 10.10.2023 | 1:2      | Fidschi            | A | Suva (FIJ)                     |                                                                |                                                                                                   |
| 15.10.2023 | 1:1      | Fidschi            | A | Suva (FIJ)                     |                                                                |                                                                                                   |
| 17.11.2023 | 5:2      | Cookinseln         | * | Honiara (SOL)                  | Pazifikspiele 2024                                             |                                                                                                   |
| 20.11.2023 | 4:0      | Amerikanisch-Samoa | * | Honiara (SOL)                  | Pazifikspiele 2024                                             |                                                                                                   |
| 23.11.2023 | 2:2      | Papua-Neuguinea    | * | Honiara (SOL)                  | Pazifikspiele 2024                                             |                                                                                                   |
| 27.11.2023 | 0:3      | Fidschi            | * | Honiara (SOL)                  | Pazifikspiele 2024 Halbfinale                                  |                                                                                                   |
| 01.12.2023 | 3:1      | Samoa              | * | Honiara (SOL)                  | Pazifikspiele 2024 Spiel um Platz 3                            |                                                                                                   |